# Милиция Южной Осетии
Мили́ция Ю́жной Осе́тии — правоохранительный орган частично признанной Республики Южная Осетия, организационно входящий в состав министерства внутренних дел. В своём современном виде милиция создана в 1992 году. Основным нормативно-правовым актом, регулирующим деятельность данного органа, является закон «О милиции» от 18 марта 2009 года № 129. Профессиональный праздник — 10 ноября.

## Задачи
- Защита жизни и здоровья личности.
- Предупреждение, пресечение, выявление, раскрытие преступлений и административных правонарушений.
- Охрана общественного порядка.
- Защита частной и государственной собственности от преступных посягательств.

## Структура
- Штаб.
- Криминальная милиция.
- Милиция общественной безопасности.
- Следственное управление.
- Управление собственной безопасности.
- Городские и районные органы милиции.